# Ulrich Krause (Ingenieur)
Ulrich Krause (* 2. Januar 1959) ist ein deutscher Thermodynamiker und Universitätsprofessor im Bereich der Anlagentechnik und Anlagensicherheit und hat den Lehrstuhl des Instituts für Apparate- und Umwelttechnik (IAUT) an der Otto-von-Guericke-Universität Magdeburg inne. Neben seiner akademischen Tätigkeit engagiert er sich in verschiedenen Ausschüssen und Gremien, die sich mit Fragen der Anlagensicherheit befassen. Seine Arbeit umfasst die Förderung von Sicherheitsstandards und die Entwicklung innovativer Ansätze in der Anlagentechnik.

## Leben und Karriere
Krause studierte von 1980 bis 1985 Strömungsmechanik und technische Thermodynamik an der Technischen Universität Dresden (TU). Im Anschluss an seinen Diplomabschluss arbeitete er von 1985 bis 1989 als wissenschaftlicher Assistent. 1989 promovierte er zum Dr.-Ing. mit einer Dissertation zum Thema Untersuchungen zur eindimensionalen Nichtgleichgewichts-Zweiphasenströmung.
Von 1990 bis 1991 war Krause als wissenschaftlicher Mitarbeiter an der Akademie der Landwirtschaftswissenschaften im Forschungszentrum für Mechanisierung und Energieanwendung tätig. Anschließend wechselte er zur Bundesanstalt für Materialforschung und -prüfung (BAM), wo er von 1991 bis 2005 als leitender Wissenschaftler und Projektleiter arbeitete. Während dieser Zeit habilitierte er sich an der TU Dresden mit einer Arbeit zum Thema Wärme- und Stofftransportvorgänge bei sicherheitstechnischen Untersuchungsverfahren für Staubbrände und Staubexplosionen. Diese Forschung legte den Grundstein für seine langjährige Expertise im Bereich der Selbstentzündungsprozesse in porösen Schüttungen.
Im Jahr 2005 übernahm Krause die Leitung der Arbeitsgruppe „Brennbare Schüttgüter und Stäube, feste Brennstoffe“ in der Abteilung 2 für Chemische Sicherheitstechnik bei der BAM und leitete von 2006 bis 2011 die Fachgruppe 7.3 „Brandingenieurwesen“ in der Abteilung Bauwerkssicherheit. 2011 folgte seine Berufung auf die Professur für Anlagentechnik und Anlagensicherheit an der Otto-von-Guericke-Universität Magdeburg. Seither leitet er das Institut für Apparate- und Umwelttechnik in der Fakultät für Verfahrens- und Systemtechnik.
Neben seiner wissenschaftlichen Tätigkeit ist Krause als Teilzeitberater für Prozesssicherheit tätig und Herausgeber des Lehrbuchs Fires in Silos. Dieses Buch behandelt die Gefahren, Prävention und Brandbekämpfung in Silos.
Seine aktuellen Forschungsinteressen liegen unter anderem auf dem Explosionsverhalten von Gasen, Stäuben und hybriden Gemischen, auf Sicherheit elektrochemischer Energiespeicher und Simulationsmethoden in der Anlagensicherheit.

## Forschungsschwerpunkte
Zu Krauses Forschungsschwerpunkten gehören:
- Prozess- und Anlagensicherheit
- Brandschutz
- Explosionsschutz
- Simulation von reaktiven Systemen
- Thermische Verfahrenstechnik
- Selbstentzündung von porösen Materialien

## Ausgewählte Publikationen
Ulrich ist Autor oder Co-Autor von über 188 Veröffentlichungen, darunter:
- Zinke et al., ‘Uncertainty consideration in CFD-models via response surface modeling: Application on realistic dense and light gas dispersion simulations’, Journal of Loss Prevention in the Process Industries, vol. 75, p. 104710, Feb. 2022, doi:10.1016/j.jlp.2021.104710.
- K. O. A. Amano, S.-K. Hahn, R. Tschirschwitz, T. Rappsilber, and U. Krause, ‘An Experimental Investigation of Thermal Runaway and Gas Release of NMC Lithium-Ion Pouch Batteries Depending on the State of Charge Level’, Batteries, vol. 8, no. 5, p. 41, May 2022, doi:10.3390/batteries8050041.
- E. Villacorta et al., ‘Onset of smoldering fires in storage silos: Susceptibility to design, scenario, and material parameters’, Fuel, vol. 284, p. 118964, Jan. 2021, doi:10.1016/j.fuel.2020.118964.
- E. K. Addai, D. Gabel, and U. Krause, ‘Experimental investigations of the minimum ignition energy and the minimum ignition temperature of inert and combustible dust cloud mixtures’, Journal of Hazardous Materials, vol. 307, pp. 302–311, 2016, doi:10.1016/j.jhazmat.2016.01.018.
- E. K. Addai, D. Gabel, and U. Krause, ‘Lower explosion limit of hybrid mixtures of burnable gas and dust’, Journal of Loss Prevention in the Process Industries, vol. 36, pp. 497–504, 2015, doi:10.1016/j.jlp.2015.02.014.
- E. K. Addai, D. Gabel, and U. Krause, ‘Explosion characteristics of three component hybrid mixtures’, Process Safety and Environmental Protection, vol. 98, pp. 72–81, 2015, doi:10.1016/j.psep.2015.06.013.
- A. Löhnert, N. Monreal, C. Knaust; A. Hofmann, U. Krause, ‘CFD modeling approach of smoke toxicity and opacity for flaming and non-flaming combustion processes’, Fire and Materials: an international journal - New York, NY [u. a.], Wiley, 2015, doi:10.1002/fam.2340.